# Kopanang
Kopanang est un site minier situé en Afrique du Sud. C'est l'une des plus grandes mines d'or du monde, exploitée par la compagnie minière AngloGold Ashanti, deuxième société aurifère d'Afrique du Sud et la quatrième au monde, derrière la canadienne Barrick Gold, l'américaine Newmont Mining, et la sud-africaine Goldfields.

## Situation
Située près de la ville de Klerksdorp, la mine a aussi un minerai très riche en uranium.